# Suzu

Suzu (珠洲市 Suzu-shi?) este un municipiu din Japonia, prefectura Ishikawa.